# Gábor Kisszabó
Gábor Kisszabó (ur. 23 października 1959) – węgierski muzyk, basista, współzałożyciel Első Emelet.

## Życiorys
W 1974 rozpoczął uczęszczanie do budapeszteńskiego Piarista Gimnázium, gdzie poznał Csabę Bogdána, z którym założył później grupę Első Emelet. Od 1976 roku uczył się grać na gitarze basowej w Vasutas Zeneiskola, a później także w Országos Szórakoztató Zenei Központ. W 1978 rozpoczął studia prawnicze na Uniwersytecie im. Loránda Eötvösa, ale nigdy ich nie skończył.
W latach 1978–1980 grał w rockowej grupie Ozirisz, natomiast w latach 1980–1982 był członkiem zespołu Solaris. Solaris opuścił w 1982 roku po nieudanej próbie zostania wokalistą i wtedy też został współzałożycielem Első Emelet, w którym grał do 1987 roku. Wówczas to opuścił Első Emelet i założył razem z Flipperem Öcsim grupę Step. W 1989 roku wrócił do Első Emelet. W 1992 roku wydał solowy album. W roku 1995 wrócił na krótko do Solaris. W 2000 roku został dyrektorem zarządzającym wytwórni Private Moon, a od 2005 pracował w radzie nadzorczej MAHASZ.
Współpracował nad albumami takich wykonawców i zespołów, jak Szandi, Kiki, Republic, Pierrot, Tamás Sípos, Fekete Vonat, L.L. Junior, Kartel, Happy Gang, V-Tech, János Bródy, Judit Halász, Zsuzsa Koncz, Groovehouse, Ágnes Vanilla, Miklós Varga, László B. Tóth i in.
Ma dwoje dzieci: Olivéra (ur. 1988) i Donáta (ur. 1992).

## Dyskografia
- Nyújtsd felém a kezed (1992)